# Liste de musées en Hongrie
Pour les autres articles nationaux ou selon les autres juridictions, voir Liste des musées par pays.
Cet article présente une liste non exhaustive de musées en Hongrie, classés par ville.

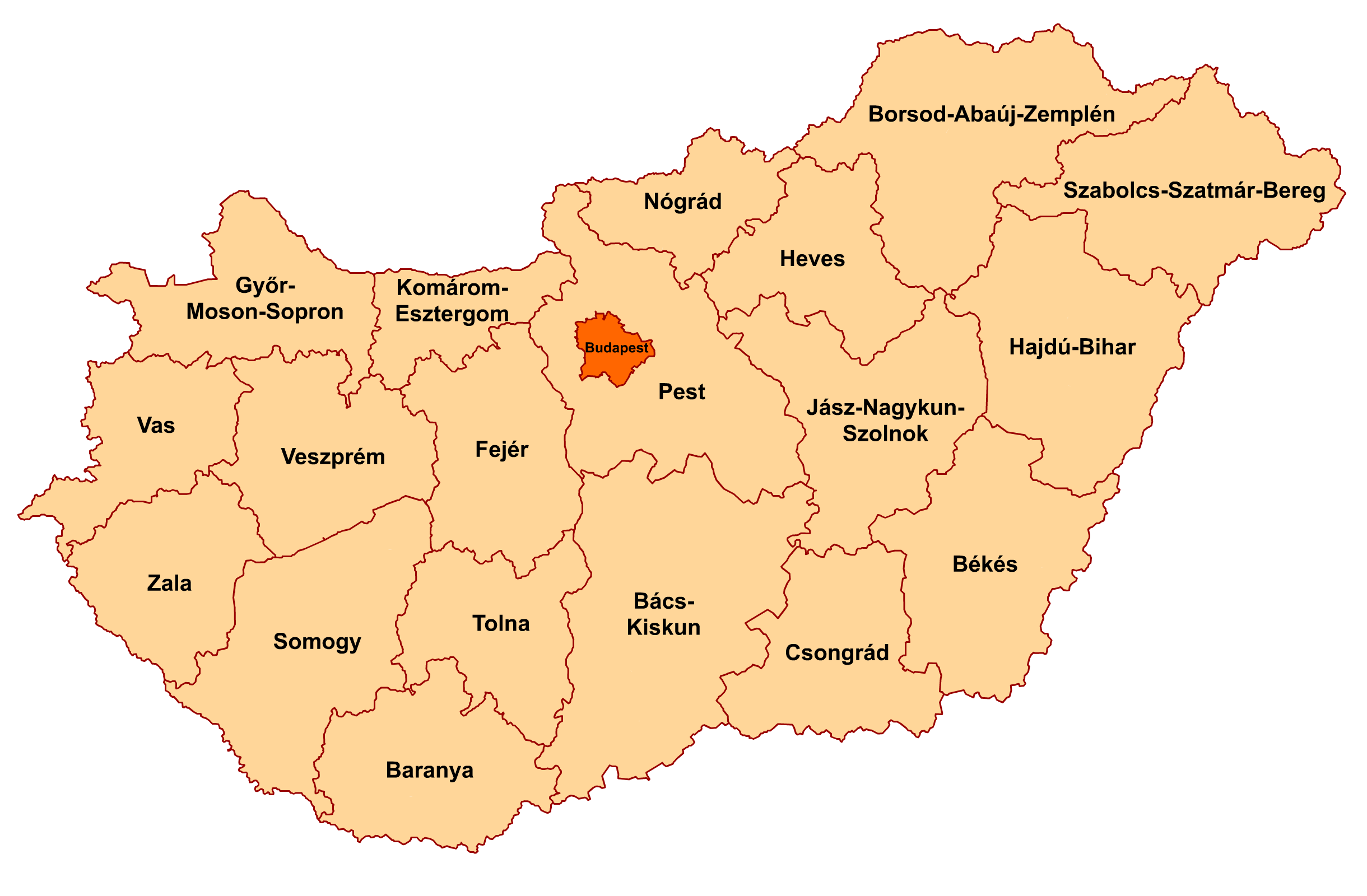
Comitats de Hongrie (2006)

## Budapestet comitat de Pest

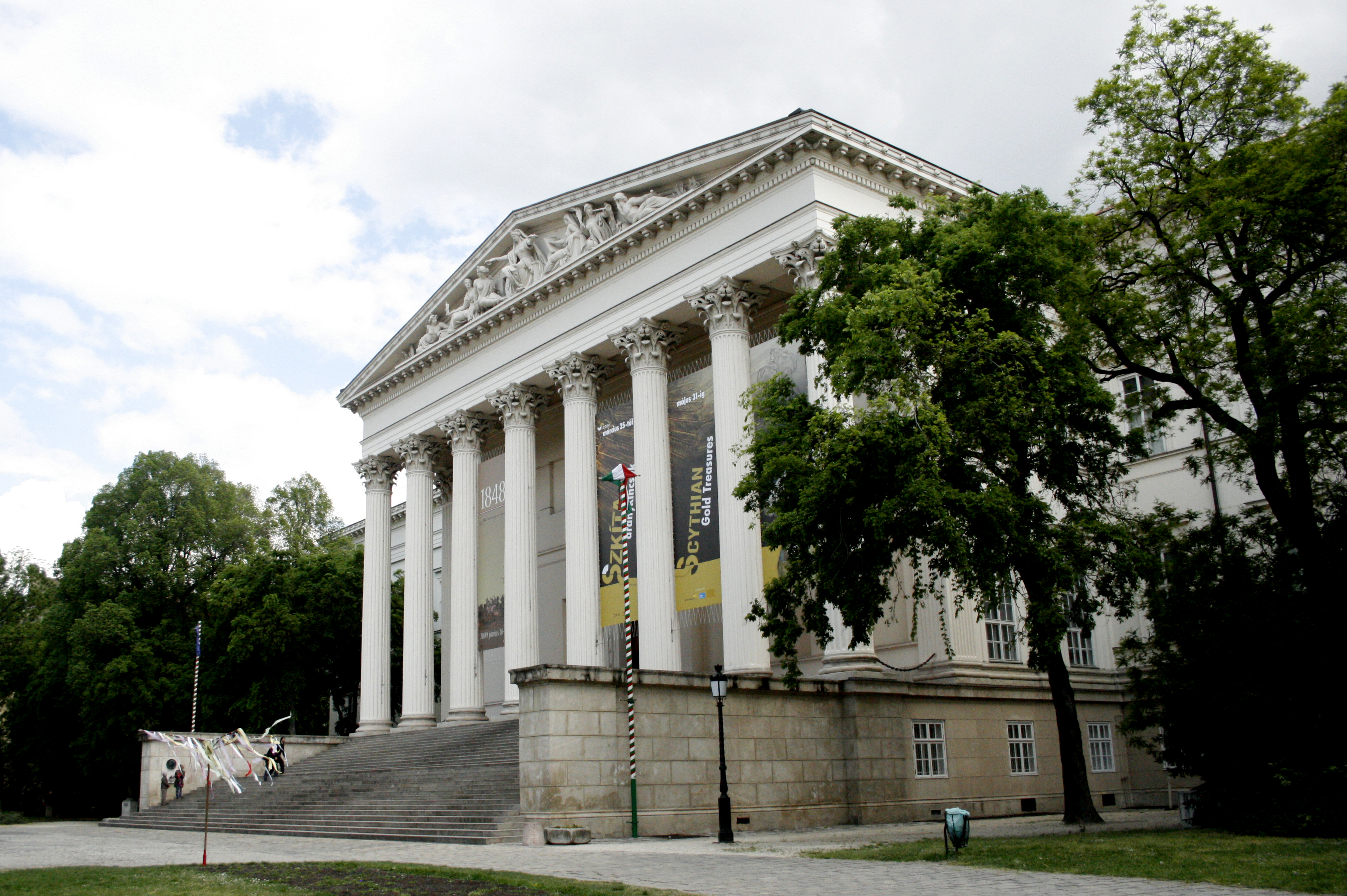
Le musée national hongrois à Budapest.

- Aeropark (hu) (Aéroparc)
- Galerie nationale hongroise
- Maison de la terreur
- Memento Park
- Műcsarnok
- Musée commémoratif Ady Endre (hu)
- Musée hongrois de l'agriculture
- Musée hongrois des arts décoratifs
- Musée des beaux-arts
- Musée ethnographique
- Musée historique de Budapest
  - Musée d'Aquincum
  - Musée des bains
  - Musée Kiscelli
  - Villa Hercules
- Musée hongrois des sciences naturelles
- Musée hongrois de la technologie et des transports
- Musée national hongrois
- Palais des Arts
- Parc de l'histoire ferroviaire hongroise
- Musée Vasarely
- Musée Lajos Kassák
- Musée historique de l'industrie textile et du vêtement
- Musée hongrois du commerce et de la restauration
- Musée de l'Hôpital dans le rocher et de l'Abri anti-atomique

## Autres villes
- Musée Déri, à Debrecen
- Palais Esterházy, à Fertőd
- Musée hongrois de la photographie, à Kecskemét
- Musée Csontváry, à Pécs

### Nord-Ouest
- Comitat de Fejér
- Comitat de Komárom-Esztergom
  - Keresztény Múzeum, à Esztergom
- Comitat de Veszprém

### Ouest
- Comitat de Győr-Moson-Sopron
- Comitat de Vas
- Comitat de Zala

### Sud-Ouest
- Comitat de Baranya

- Musée Csontváry, à Pécs
- Comitat de Somogy
- Comitat de Tolna

### Nord-Est
- Comitat de Borsod-Abaúj-Zemplén :-

- Musée Ottó Herman, à Miskolc
- Comitat de Heves
- Comitat de Nógrád

### Est
- Comitat de Hajdú-Bihar
- Comitat de Jász-Nagykun-Szolnok
  - Galerie de Szolnok, à Szolnok
- Comitat de Szabolcs-Szatmár-Bereg

### Sud-Est
- Comitat de Bács-Kiskun
- Comitat de Békés
- Comitat de Csongrád-Csanád